# Sant’Omero
Sant’Omero ist eine italienische Gemeinde mit 5132 Einwohnern (Stand 31. Dezember 2023) in der Provinz Teramo in der Region Abruzzen.

## Geografie
Zu den Ortsteilen (Fraktionen) zählen Barracche, Case Alte, Casette, Fontana Vecchia, Garrufo, Mediana, Pignotto, Poggio Morello, Santa Maria a Vico, Villa Gatti und Villa Ricci.
Die Nachbargemeinden sind: Bellante, Campli, Civitella del Tronto, Corropoli, Mosciano Sant’Angelo, Nereto, Sant’Egidio alla Vibrata, Torano Nuovo und Tortoreto.

## Geschichte
In römischer Zeit gehörte die Gegend zum Castrum Rufi (römisches Militärlager). Die Überreste davon sind heute noch sichtbar. Später wurde die Gemeinde Teil des Königreichs beider Sizilien, und später ins Königreich Italien integriert.
Die Kirche San Antonio Abate und die Kirche von Santa Maria a Vico (Ende des 10. Jahrhunderts), gehören zu den besterhaltenen Denkmälern der Region.

## Weinbau
In der Gemeinde werden Reben der Sorte Montepulciano für den DOC-Wein Montepulciano d’Abruzzo angebaut.